# Баскський націоналізм

Прапор Країни Басків

Баскський (Баскійський) націоналізм — збірна назва кількох національно-політичних рухів, які виступають за захист і збереження баскської мови, розширення автономії басків у рамках сучасних держав Іспанія і Франція, а в більш екстремальних випадках також ратують за створення басками своєї, повністю незалежної держави. Оскільки баски є розділеним народом, їх націоналізм має риси іредентизму, позаяк Баскські націоналісти прагнуть до політичного об'єднання всіх баскомовних регіонів (автономні спільноти Країна Басків і Наварра в Іспанії та історична область Північна Країна Басків у Франції).

## Передумови

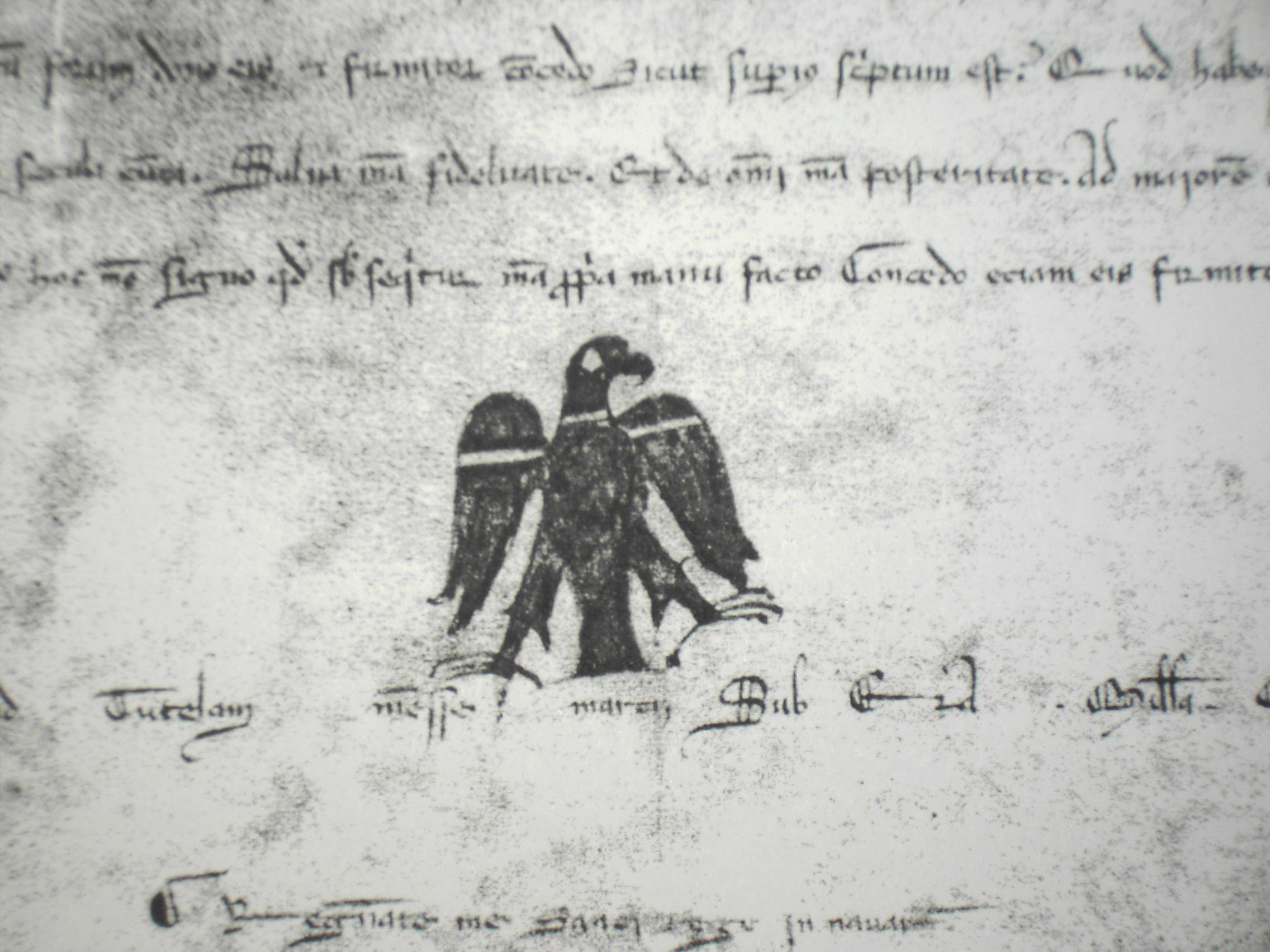
Печатка Санчо VII. Arrano Beltza (Чорний Орел), геральдичний символ, що використовується нині баскськими націоналістами як символ Euskal Herria.

Баскський націоналізм має глибокі історичні корені і пов'язаний з етнокультурною своєрідністю населених басками територій, що тягнуться вздовж Біскайської затоки і охоплюють територію по обидва боки Піренеїв. За часів класичної античності баски, як один з найдавніших народів Європи, стали об'єктом романізації і з часом перетворилися в мовний острів всередині великого романомовного ареалу. У середньовіччя процес поступової ерозії Баскської мови сусідніми романськими мовами мав мирний характер мовного заміщення.
З XIII століття автономія Баскських спільнот фіксувалася формальними правами (від поняття «фуерос» — сукупність пільг і привілеїв, що багато в чому визначали взаємини між центром і провінціями). Протягом століть фуерос були для басків втіленням їх старовинних традицій і звичаїв, символом національної самобутності. У Новий час місцеві історики та хроністи описували басків як попередників іспанців на Піренейському півострові, «богообраний народ», землі якого з давніх часів відрізняються демократичним устроєм і загальною рівністю. Протягом століть баски з малих років вбирали ідею власної винятковості.
Каталізатором зростання національної самосвідомості стало поширення ідей карлізму в Іспанії XIX століття. Джерела баскського націоналізму кореняться в карлістських війнах, що знищили традиційну систему відносин між баскськими провінціями та іспанською монархією. У цей період реакційний рух фуеристів встав на захист системи регіональних хартій (фуерос) і територіальної автономії від централізаторських устремлінь ліберального або ж консервативного урядів в Мадриді. Центральний уряд став на шлях насильницької кастиліянізації північних провінцій. Прагнучи до централізації Іспанії, мадридські влади після другої карлістської війни пішли на скасування регіональної системи фуерос, замінивши їх «економічними угодами» (conciertos económicos), що, укупі з дедалі сильнішим розшаруванням регіонів за показниками соціально-економічного розвитку, привело до пробудження Баскських і каталонських національних почуттів.
Таким чином, війни, які принесли нові свободи більшості іспанських провінцій, мали прямо протилежний результат для басків. З іншого боку, перенесення митних постів з південних рубежів Країни Басків на іспано-французький кордон, разом з входженням Баскських провінцій Іспанії в єдиний іспанський ринок, сприяв розвитку місцевої економіки. Економічний аспект став грати важливу роль в мотивації Баскського націоналізму, оскільки індустріалізація в північних регіонах Іспанії, в тому числі в баскомовних, мала інтенсивніший характер, ніж в Іспанії в цілому. Однак в соціально-культурній сфері Баскське суспільство до останньої чверті XIX століття зберігало аграрний, консервативно-традиціоналістський характер і відрізнялося високим ступенем релігійності (баски тривалий час вважалися одним із найбільш релігійних народів у Європі).